# Bruce Ditmas
Bruce Ditmas (Atlantic City, 12 december 1946) is een Amerikaanse jazz-drummer en percussionist.

## Biografie
Ditmas, de zoon van een bigband-trompettist, studeerde onder meer aan Indiana University (waar hij les kreeg van Stan Kenton). Hij begon zijn muzikale loopbaan bij Ira Sullivan (1962-1964), daarna begeleidde hij zangeressen als Judy Garland en Barbra Streisand. In de jaren zeventig werkte hij bij Joe Newman (1971) en bijvoorbeeld Gil Evans (1971-1977) en speelde hij met mannen als Enrico Rava (vanaf 1971), Lee Konitz, Chet Baker (1974-1975) en Stan Getz. Van 1979 tot 1985 drumde hij opnieuw bij Evans, daarna verhuisde hij naar Italië waar hij werkte met onder meer Dino Saluzzi. In 1988 begon hij zijn eigen trio, D3 (tegenwoordig D3 Standards Trio) waarmee hij verschillende albums opnam.
Ditmas orkestreerde een opera van Patricia Burgess en componeerde veel voor film en televisie.

## Discografie (selectie)
- Yellow, Unseen Rain
- What If, Postcards Records, 1995

- Bibliothèque nationale de France: cb138933053 (data)
- Gemeinsame Normdatei: 113863896X
- International Standard Name Identifier: 0000 0000 3153 5922
- Library of Congress Control Number: n92072331
- MusicBrainz: d3513d6c-0c7a-4d48-9957-09e2b2f6b3f9
- Nationale Bibliotheek van Tsjechië: xx0084331
- Nationale Bibliotheek van Israël: 987007320261005171
- Nederlandse Thesaurus van Auteursnamen: 236213857
- Système universitaire de documentation: 080493602
- Virtual International Authority File: 54332217
- WorldCat: E39PBJycH6BJhFdfrBRpKFHKVC